# Eduardo Costa (judoca)
Eduardo Costa (nascido em 23 de setembro de 1977) é um judoca argentino que disputou os Jogos Olímpicos de Verão de 2000, de 2004 e de 2008, sob a bandeira argentina.